# Нужъял
 Нужъял  — деревня в Советском районе Республики Марий Эл. Входит в состав Михайловского сельского поселения.

## Географическое положение
Находится в центральной части республики Марий Эл на расстоянии приблизительно 16 км по прямой на юго-запад от районного центра посёлка Советский.

## История
Деревня основана в 1864 году переселенцами из Киляково. В 1909 году зднмь числилось 18 дворов, в 1917 19. В советское время работал колхоз «Трудовик». В послевоенное время деревня не получила большого развития, долгое время в ней оставалось 14 хозяйств. В 1978 году в Нужъяле было 9 хозяйств, в 1988 году — 11 хозяйств. В начале 90-х годов в деревне стали строиться коттеджи для фермеров, к 2002 году в деревне числятся 23 хозяйства.

## Население
Население составляло 77 человек (77 % мари) в 2002 году, 120 в 2010.